# Thomsonův jev

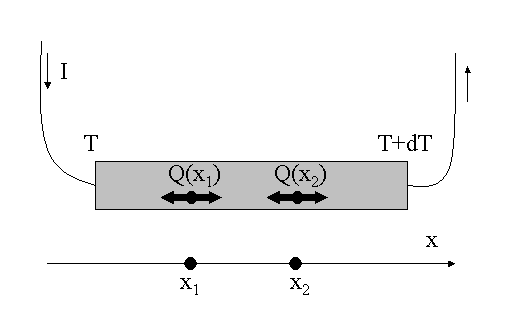

Thomsonův jev je vratný, nevýrazný a těžko měřitelný jev, který spočívá v tom, že při zahřívání konce kovové tyče se na tomto konci zvýší kinetická energie elektronů, které se budou snažit přemístit k chladnějšímu konci. Tím bude jeden konec tyče nabit kladně a druhý záporně a bude ve vodiči vznikat velmi slabé elektrické pole.
Jev byl objevený v roce 1851 Williamem Thomsonem, který je spíše znám jako lord Kelvin z Largsu, má spíše teoretický význam než praktický.